# Дабхолкар, Нарендра
Нарендра Дабхолкар (хинди नरेंद्र दाभोळकर, 1 ноября 1945 — 20 августа 2013) — индийский общественный деятель и рационалист. Основал организацию Andhashraddha Nirmoolan Samiti, целью которой является искоренение суеверий. Посмертно награждён правительственной наградой Индии Падма Шри.

## Личная жизнь
Нарендра Дабхолкара рос в большой семье и был самым младшим из десяти детей. Он окончил школу в городе Сатара и Уиллингдон колледж в городе Сангли. Получил медицинское образование в колледже города Мираи, степень бакалавра медицины и хирургии (англ. Bachelor of Medicine, Bachelor of Surgery).
У Нарендры было двое детей, Хамид и Мукита Дабхолкара. Нарендра критиковал многие традиции Индии, которые считал иррациональными, например, он не верил в васту-шастра и построил свой дом без принципов присущих этой доктрине. Своим детям он организовал простые свадебные церемонии и, вопреки традициям, не были проведены консультации альманаха, для выбора благоприятной даты. Нарендра так же был атеистом.

## Общественная деятельность
Нарендра проработал больше десяти лет врачом общей практики, но в 1980-х он начал выполнять обязанности социального работника. В это же время он начал участвовать в движениях за социальную справедливость.
В 1989-м году он основал Комитет по ликвидации суеверия в Махараштре (Maharashtra Andhashraddha Nirmoolan Samiti). Он выступал против подозрительных тантрических практик и святых.
Нарендра был одним из основателей реабилитационного центра Parivartan в городе Сатара.
Его деятельность поддерживал известный Индийский рационалист Эдамаруку, Санал.

## Законопроект о запрете ритуалов черной магии
Законопроект о запрете ритуалов черной магии был составлен под руководством Нарендры в 2003-м году.
Он вел борьбу за принятие этого законопроекта, но все попытки были неудачны.
Против проекта выступали некоторые политические партии и секта Варкари. 

## Убийство
Нарендра получал несколько угроз, а также подвергался нападениям, но несмотря на это, он отказался от защиты полицией.

Если мне нужна защита полиции в моей стране от моих людей, значит со мной что-то не так. Я сражаюсь в рамках Индийской конституции, эта борьба направлена не против кого-то, но для каждого.
Оригинальный текст (англ.)If I have to take police protection in my own country from my own people, then there is something wrong with me, I'm fighting within the framework of the Indian constitution and it is not against anyone, but for everyone.

20 августа 2013 года Нарендра был застрелен во время утренней прогулки двумя неизвестными возле храма Омкарешвар в городе Пуна в Индии в 7:20 утра.
Нападавшие выстрелили в него 4 раза с близкого расстояния и скрылись на мотоцикле.
Позже он скончался в госпитале от ранений в голову и грудь.
Нарендра завещал своё тело медицинскому колледжу, но вскрытие показало, что тело стало непригодно для академических целей.
Он был кремирован в городе Сатара без каких-либо религиозных обрядов. Его погребальный костер был зажжен его дочерью Муктой вопреки обычаям, по которым поджигать костер должен сын. Его прах так же был собран без религиозных обрядов и развеян над его органической фермой.

### Реакция
Убийство Нарендры было осуждено многими политическими лидерами и социальными активистами. Главный министр Махараштры, Притхвирадж Чаван объявил награду в 10 лакх (US$15,000) любому лицу обладающему информацией о нападавших.
Кроме того, политические партии призвали к бандху (забастовке) 21 августа в Пуне. В результате различные учреждения по всей Пуне оставались закрытыми в знак протеста.